# Paresotas
Paresotas es una localidad y una Entidad Local Menor situadas en la provincia de Burgos, comunidad autónoma de Castilla y León (España), comarca de Las Merindades, partido judicial de Villarcayo, ayuntamiento de Medina de Pomar.
Su alcalde pedáneo (2015-2019) es Carlos Arceo Relloso.

## Población
En 2006 contaba con 20 habitantes.

## Situación
Dista 16 km de la capital del municipio, Medina de Pomar. 
Situado en la carretera provincial  BU-V-5514  entre Momediano y Oteo. 

### Comunicaciones
- Carretera:

Se accede desde Medina, partiendo desde el cruce de El Olvido  N-629  tomando la carretera autonómica  BU-551  pasando por La Cerca hasta Villamor donde en el cruce giras a la izquierda tomando la carretera provincial  BU-V-5514  dirección Oteo, Paresotas es el segundo pueblo por el que pasas, una vez pasado Momediano.
- Autobús:

Hay una línea de autobús que circula entre Medina de Pomar y Quincoces de Yuso.

## Historia
Lugar de la Junta de Aforados en la Merindad de Losa perteneciente al Corregimiento de las Merindades de Castilla la Vieja, jurisdicción de realengo con regidor pedáneo.
A la caída del Antiguo Régimen queda agregado al ayuntamiento constitucional de Aforados de Losa , en el partido de Villarcayo perteneciente a la región de Castilla la Vieja. Este municipio desaparece repartiéndos sus localidades entre Junta de Oteo y Junta de Traslaloma.